# コノトプ
コノトプ（ウクライナ語: Конотоп）は、ウクライナのスームィ州コノトプ地区(uk)の市であり、コノトプ地区およびコノトプ・フロマーダの行政中心地。

## 概要
セイム川支流のエズチ川沿いに位置し、キーウとモスクワを結ぶ鉄道路線の重要な鉄道ハブとなっている駅がある。また、路面電車のコノトプ市電がある。2021年時点の人口は84,787人。
市内にはコノトプ空軍基地が所在する。